# Gran Premi de San Marino de 1997
Resultats del Gran Premi de San Marino de la temporada 1997 disputat a l'Autodromo Enzo e Dino Ferrari el 27 d'abril del 1997.

## Classificació
| Pos | No | Pilot                 | Equip                 | Voltes | Temps/ Retirada      | Pos. de sortida | Punts |
| --- | -- | --------------------- | --------------------- | ------ | -------------------- | --------------- | ----- |
| 1   | 4  | Heinz-Harald Frentzen | Williams - Renault    | 62     | 1h 31' 01. 3         | 2               | 10    |
| 2   | 5  | Michael Schumacher    | Ferrari               | 62     | + 1.237 s            | 3               | 6     |
| 3   | 6  | Eddie Irvine          | Ferrari               | 62     | + 1' 18.343 min.     | 9               | 4     |
| 4   | 12 | Giancarlo Fisichella  | Jordan - Peugeot      | 62     | +1' 23.388 min.      | 6               | 3     |
| 5   | 7  | Jean Alesi            | Benetton - Renault    | 61     | + 1 Volta            | 14              | 2     |
| 6   | 9  | Mika Häkkinen         | McLaren - Mercedes    | 61     | + 1 Volta            | 8               | 1     |
| 7   | 17 | Nicola Larini         | Sauber - Petronas     | 61     | + 1 Volta            | 12              |       |
| 8   | 14 | Olivier Panis         | Prost - Mugen - Honda | 61     | + 1 Volta            | 4               |       |
| 9   | 19 | Mika Salo             | Tyrrell - Ford        | 60     | + 2 Voltes           | 19              |       |
| 10  | 18 | Jos Verstappen        | Tyrrell - Ford        | 60     | + 2 Voltes           | 21              |       |
| 11  | 20 | Ukyo Katayama         | Minardi - Hart        | 59     | + 3 Voltes           | 22              |       |
| Ret | 2  | Pedro Diniz           | Arrows - Yamaha       | 53     | Caixa canvi          | 17              |       |
| Ret | 3  | Jacques Villeneuve    | Williams - Renault    | 40     | Caixa canvi          | 1               |       |
| Ret | 10 | David Coulthard       | McLaren - Mercedes    | 38     | Motor                | 10              |       |
| Ret | 22 | Rubens Barrichello    | Stewart - Ford        | 32     | Motor                | 13              |       |
| Ret | 16 | Johnny Herbert        | Sauber - Petronas     | 18     | Part elèctrica       | 7               |       |
| Ret | 11 | Ralf Schumacher       | Jordan - Peugeot      | 17     | Transmissió          | 5               |       |
| Ret | 15 | Shinji Nakano         | Prost - Mugen - Honda | 11     | Col·lisió amb Hill   | 18              |       |
| Ret | 1  | Damon Hill            | Arrows - Yamaha       | 11     | Col·lisió amb Nakano | 15              |       |
| Ret | 8  | Gerhard Berger        | Benetton - Renault    | 4      | Virolla              | 11              |       |
| Ret | 23 | Jan Magnussen         | Stewart - Ford        | 2      | Virolla              | 16              |       |
| NVS | 14 | Jarno Trulli          | Minardi - Hart        | 0      | Caixa canvi          | 20              |       |

## Altres
- Pole: Jacques Villeneuve 1' 23. 303
- Volta ràpida: Heinz-Harald Frentzen 1' 25. 531 (a la volta 42)
- És la primera victòria de Heinz-Harald Frentzen.